# Paul Lorenz (Grafiker)
Paul Lorenz (* 2. März 1911 in Schönberg (Cunewalde); † 2011 in München) war ein deutscher Maler, Graphiker und Illustrator.

## Leben und Wirken
Schon in seiner Kindheit äußerte sich sein zeichnerisches Talent. Er absolvierte eine Lithographielehre in Bautzen. Nach der Lehre folgten Studienreisen nach Frankreich und Italien. Er war Kriegsteilnehmer im Zweiten Weltkrieg. Der Künstler geriet in dreijährige amerikanische Kriegsgefangenschaft, verbunden mit einem dreijährigen Zwangsaufenthalt in Missouri. Dort gründete und leitete er im Lager eine Malschule. Nach seiner Rückkehr in die Heimat arbeitete Lorenz kurz in Saalfeld als Maler und Graphiker. 1948 eröffnete er in Heidenheim an der Brenz ein Graphikbüro, das Werbeplakate und Illustrationen für diverse Firmen, Verbände, Organisationen etc. gestaltete. Ferner illustrierte Lorenz Jugendbücher, die überwiegend im Schneider-Verlag erschienen sind. Durch Aufträge für die Firma Osram kam der Künstler 1954 nach München, wo er ein Garfikbüro betrieb. Lorenz starb hochbetagt im Alter von 100 Jahren in München. Eine Ausstellung seiner Werke lehnte der Künstler zeitlebens ab.
Lorenz war verheiratet und Vater einer Tochter.

## Werke (Auswahl)
- Waldstück mit Hütte, Öl auf Leinwand, 33 × 24,5 cm
- Küstenansicht mit Personen, Aquarell auf Papier, 46,5 × 65 cm
- Winterlandschaft, Mischtechnik, Deck und Aquarell auf Papier, 60 × 80 cm
- Bergdorf, Aquarell auf Papier, 49 × 69 cm
- Küste mit Fischkutter, Mischtechnik, Deck auf Aquarell, 44,5 × 64,5 cm
- Stillleben Blumen, Aquarell auf Papier, 46 × 34,5 cm
- Musikständchen am Lagerfeuer, Öl auf Leinwand, 40 × 50 cm
- Pfeifenraucherin mit Sombrero, Öl auf Leinen-Malpappe, 40 × 30 cm
- Szene Vorbild Gougin, Aquarell auf Papier, 36 × 50 cm
- Bei Heidenheim, Öl auf Leinwand, 43 × 52 cm

## Illustrationen von Kinder- und Jugendbücher (Auswahl)
- Kurt Burger: Der Sohn des Schmugglers. Franz Schneider Verlag, München o. J.
- Hans-Otto Meissner: Im Geistertal von Sumatra. Franz Schneider Verlag, München o. J.

## Quelle
- Charlotte Fergg-Frowein: Kürschners Graphiker Handbuch. Deutschland Österreich Schweiz. Berlin 1959, S. 109

| Personendaten    | Personendaten                              |
| ---------------- | ------------------------------------------ |
| NAME             | Lorenz, Paul                               |
| KURZBESCHREIBUNG | deutscher Maler, Graphiker und Illustrator |
| GEBURTSDATUM     | 2. März 1911                               |
| GEBURTSORT       | Schönberg (Cunewalde)                      |
| STERBEDATUM      | 2011                                       |
| STERBEORT        | München                                    |